# Дисалоты
Дисалоты (лат. Dysalotus) — род лучепёрых рыб из семейства живоглотовых (Chiasmodontidae).

## Описание
Хищные рыбы длиной от 22,5 до 22,6 см. У всех видов рот и желудок могут сильно растягиваться. Окраска черная или коричневая. Чешуи нет. Мускулатура слабо развитая. Рот очень большой, вооруженный многочисленными клиновидными зубами. Обитают в глубоких водах Атлантического, Тихого и Индийского океанов.

## Виды
В состав рода включают 2 или 3 вида:
- Dysalotus alcocki — Дисалот Алкока[1]
- Dysalotus oligoscolus
- Dysalotus pouliulii[4]